# Phatsby le Magnifique
Ne doit pas être confondu avec Gatsby le Magnifique.
Phatsby le Magnifique est le titre d'un double épisode de la série télévisée d'animation Les Simpson. Il s'agit des douzième et treizième épisodes de la vingt-huitième saison et des 608e et 609e épisodes de la série. Ils sont tous les deux diffusés pour la première fois le 15 janvier 2017 aux États-Unis, formant ainsi, pour la première fois dans la série, un épisode d'une durée d'environ 42 minutes. C'est par ailleurs le second épisode de la série, après Qui a tiré sur M. Burns ? (saisons 6 et 7), à être décomposé en deux parties.
En France et au Québec, contrairement aux États-Unis, ce double épisode est divisé en deux épisodes distincts, avec séquence d'ouverture et générique de fin. La seconde partie s'ouvre alors avec un résumé de la première partie.

## Synopsis

### Partie 1
Homer raconte un des souvenirs de son passé. Il raconte alors que M. Burns organisait des soirées excessives dans sa résidence de vacances de Middle Hampton. Dans cette optique, Smithers lui suggère d'en organiser une nouvelle. Ce dernier doit alors chercher un cube de glace géant au Canada et il contraint Homer de remettre des invitations aux springfieldiens. Cependant, cette fête ne se déroule pas comme escompté à la suite de la radinerie de M. Burns.
M. Burns est alors consolé par Homer et remarque par la même occasion une maison de l'autre côté d'un lac dans laquelle se déroule une fête. Il remarque alors que cette dernière est semblable à celle qu'il organisait, puis il rencontre l'hôte de la soirée qui se révèle être un artiste d'hip-hop nommé Jay G (Kevin Michael Richardson). Le rappeur est alors en colère du fait de la présence d'Homer et M. Burns, qui n'ont pas été invités, mais en reconnaissant ce dernier, il est ravi de le rencontrer car son livre The Rungs of Ruthlessness lui a permis de devenir ce qu'il est et donc de forger son empire Golden Goose avec sa mascotte, l'oie Goosius.
Le lendemain, Marge, Bart, Lisa et Maggie explorent Middle Hampton et, alors qu'ils se rendait dans un magasin de glaces, un riche garçon nommé Blake Black leur coupe la file. Lisa s'offusque alors mais ce dernier propose de payer les glaces de tout le monde. Lisa est d'abord rebutée par son comportement et le fait savoir, mais lorsque Blake se passionne pour elle et veut passer du temps avec, elle reconsidère son jugement. Pendant ce temps, Bart, bouleversé par les récents développements dans la vie de sa famille, rencontre un vendeur de bougies parfumées (Keegan-Michael Key), qui lui propose de raconter comment Jay G avait gâché sa chance d'être reconnu s'il achetait l'une de ses bougies. Bart refuse, en raison du prix de la bougie la moins chère disponible.
Plus tard, alors que Lisa est avec Blake sur son yacht, elle est à nouveau choquée lorsqu'il attrape une baleine dans un aquarium géant. Blake tente alors de reconquérir Lisa en organisant une manifestation devant un centre équestre. Alors qu'il semble pardonné, un autre garçon apparaît pour lui offrir une chance de coiffer elle-même les chevaux. Elle accepte, laissant Blake se lamenter en racontant qu'il s'est racheté pour rien.
Pendant ce temps, M. Burns et Jay G continuent de créer des liens, Jay G offrant à M. Burns une carte de crédit spéciale, en obsidienne, sans limite de dépenses. Encouragé par le rappeur, M. Burns se lance dans une frénésie de dépenses avec sa nouvelle carte, jusqu'à ce qu'il apprenne qu'il a fait faillite. Il s'avère que Jay G avait conçu la carte de manière à ruiner M. Burns. En effet, il a effectué une chanson, avec Alicia Keys et la mascotte de sa société, pour se vanter de cela. M. Burns absorbé dans l'empire de Jay G, se retrouve alors au plus bas.

### Partie 2
Après avoir tout perdu à cause de Jay G, et Smithers étant toujours au Canada, M. Burns constate que la seule personne qui lui est toujours fidèle est Homer. Homer demande alors à Marge s'il doit continuer à travailler à la centrale nucléaire de Springfield, qui appartient maintenant à Jay G. Il apprend alors que le cadre de vie dans les Springfield Hamptons a conduit Marge à ouvrir un petit magasin spécialisé dans les articles adorables. Comme la famille ne peut pas vivre qu'avec le magasin, Homer n'a d'autre choix que de trahir M. Burns et de reprendre son travail à la centrale nucléaire. Jay G lui demande alors de jeter les derniers articles du bureau de M. Burns et de démanteler la trappe, afin de faire disparaître tous les vestiges du pouvoir de M. Burns. Grâce à son bon travail, le rappeur fournit à Homer un approvisionnement infini de clafoutis. Cependant, Homer se rend au cimetière de Springfield pour vomir dans une fosse ouverte et trouve M. Burns, complètement à terre, dans le mausolée de sa famille. Homer promet alors de ne jamais revenir à la centrale et d'aider M. Burns à se venger de Jay G.
La nuit suivante, Homer et M. Burns complotent leur stratagème lorsqu'ils découvrent que Bart les espionnait. Comme Homer n'a jamais révéler à Marge ce qu'il complotait, ce dernier a l'idée de laisser Bart les aider à prendre leur revanche, et Bart se tourne alors vers Milhouse, le "nerd blanc" de Springfield, pour obtenir des renseignements importants sur l'histoire de Jay G dans le rap. Bart reconnaît alors dans l'histoire Jazzy James, le vendeur de bougies qu'il a rencontré plus tôt et qui lui a annoncé qu'il était l'ancien écrivain de Jay, tombé dans l'ombre après une brouille. Ils rendent alors visite à Jazzy, qui explique qu'il a écrit toutes les paroles du premier album de Jay G, mais qu'il n'a pas réussi à gagner beaucoup d'argent parce qu'il a été contraint de céder tous les droits. Jazzy est alors engagé par le groupe pour écrire un rap de vengeance destiné à Jay G.
Homer rend à nouveau visite au magasin de Marge et constate qu'elle est devenue désemparée. Il apprend alors avec Bart qu'elle a été touchée par la "malédiction de l'adorable petit magasin". Pendant ce temps, M. Burns et le groupe rencontrent l'ancienne épouse de Jay G, Praline (Taraji P. Henson), qui agresse sauvagement Homer avec de la nourriture, mais qui les aide malgré tout. Ils font aussi la connaissance de Common, RZA et Snoop Dogg qui forment un groupe appelé Hate Squad. Ils mettent alors au point un rap de vengeance destiné à Jay G. Lors du concert de vengeance, Jay G annonce à M. Burns, en hologramme, qu'il a acheté l'enregistrement du rap de vengeance à Jazzy James et aux autres rappeurs, aussi en hologrammes. Alors que Jazzy James affirme que Jay G est trop bon pour être battu, Praline déclare qu'elle ne se souvient pas avoir détesté Jay G, tandis que Common affirme que les actes de trahison font partie du chemin de la vie.
Homer retourne ensuite au magasin de Marge pour lui avouer ses actes. Marge lui pardonne facilement, citant son grand cœur pour rester fidèle à M. Burns. Et, alors que M. Burns propose un nouveau stratagème de vengeance, Marge vend son magasin car elle ne peut plus se permettre de le tenir. Il adopte alors un plan où il pénètre par effraction dans le manoir de Jay G et capture la mascotte Goosius. Jay G vient alors nourrir l'oie, mais il se rend compte qu'elle a disparu. En arrivant chez M. Burns, il découvre que son oie a probablement été tuée et cuite, mais cette dernière finit par sortir de la résidence de M. Burns, pourchassant Homer, qui a préféré acheter une oie dans une station-service plutôt que de tuer Goosius. M. Burns et Jay G poursuivent alors l'oie, M. Burns ayant l'intention de le tuer. Ils finissent tous deux par se suspendre à un lustre sur le point de tomber. Alors que la mort semble imminente, Jay G révèle la vraie raison pour laquelle il a trahi M. Burns, à savoir qu'il suivait les conseils du livre de M. Burns, plus précisément la dernière page disant « "Vous ne serez jamais vraiment impitoyable tant que vous n'aurez pas détruit celui qui vous a créé », ce dernier étant M. Burns.
Alors que le lustre s'effondre, M. Burns et Jay G sont sauvés par l'intervention rapide de Smithers, qui vient de rentrer de son aventure au Canada, avec le cube de glace qui a fini par fondre. Finalement, la famille rentre chez elle, à Springfield, et M. Burns, avec sa richesse et son empire restaurés, tente d'intégrer un moment d'appréciation musicale quotidien dans la centrale nucléaire, moment qu'il décidera de ne pas réitérer.

## Réception
Lors de sa première diffusion l'épisode a attiré 6,9 millions de téléspectateurs.